# San Pablo (Albacete)
San Pablo es un barrio de la ciudad española de Albacete localizado al oeste de la capital. Con más de 21.000 habitantes (2019) es uno de los barrios más poblados de Albacete. Alberga el parque de la Fiesta del Árbol, donde se encuentran la Depósitos del Agua de la Fiesta del Árbol, cuyo depósito superior es, con 70 metros de altura, uno de los grandes símbolos y el faro de la capital.

## Geografía
El barrio está situado al oeste de la ciudad de Albacete, entre la calle carretera de Jaén al sur, la calle Benavente al este, la avenida de los Toreros al norte y las calles Córdoba, Calatrava, Albasit, Santiago Rusiñol, Chile y Paraíso al sur. Linda con los barrios Vereda y Santa Teresa al sur y Feria y El Pilar al este. Forma parte del distrito D de Albacete junto con los barrios Canal de María Cristina, El Pilar, Feria, Cañicas e Imaginalia.

## Demografía
San Pablo tiene 13 139 habitantes (2012): 6501 mujeres y 6638 hombres. El barrio tiene una población joven. La población mayor de 65 años supone el 9,26 % del total de la población del barrio, mientras que la población infantil se sitúa en el 21,26 %. El nivel educativo es bajo en general.

## Educación
El barrio alberga el Instituto de Educación Secundaria Federico García Lorca y los Colegios Públicos de Educación Infantil y Primaria Gloria Fuertes, Pedro Simón Abril y San Pablo.

## La Fiesta del Árbol

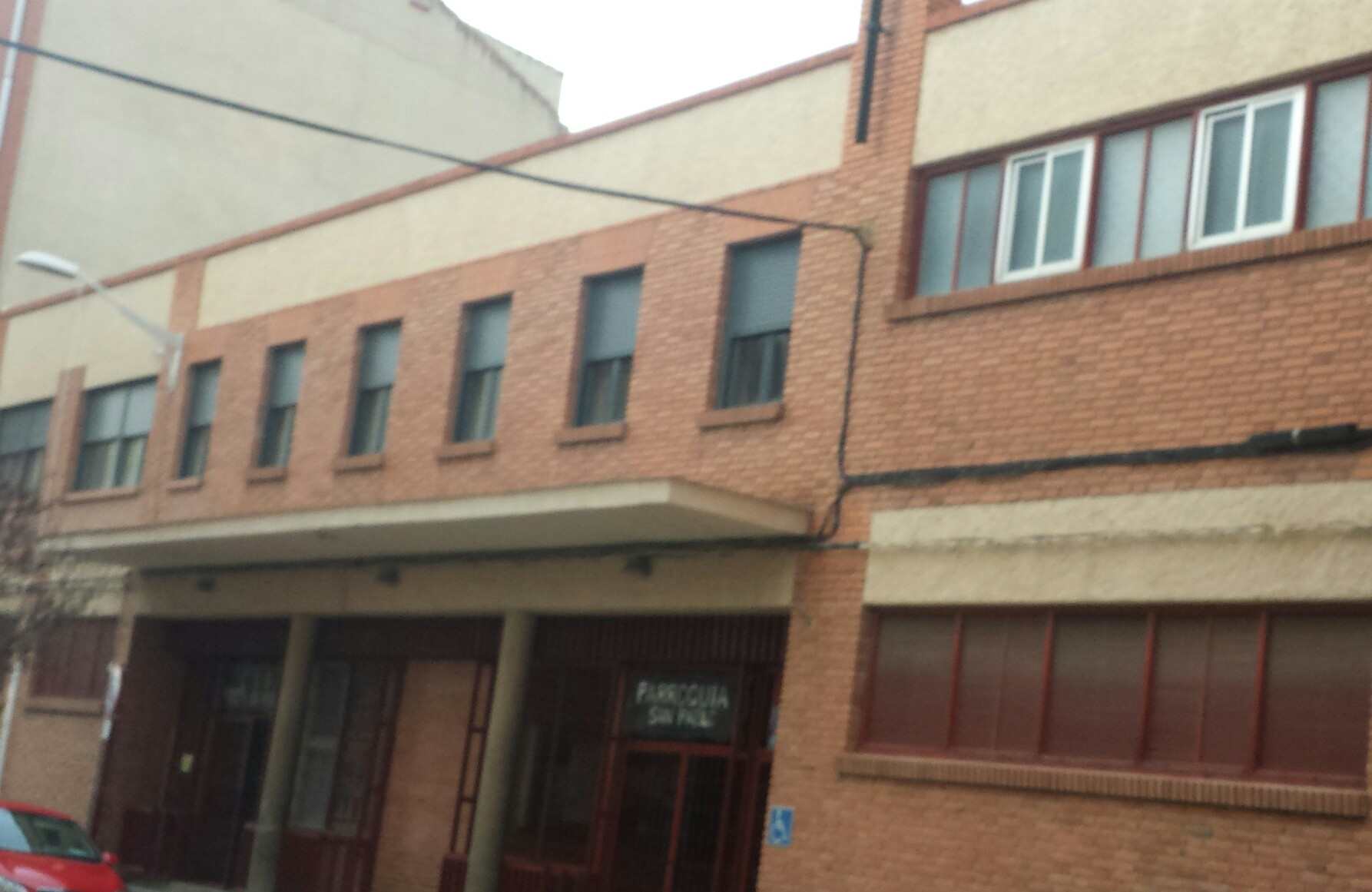
Vista de la iglesia de San Pablo

San Pablo acoge el parque de la Fiesta del Árbol de la capital albaceteña, que cuenta con más de 6 ha de extensión. En él se ubican los Depósitos del Agua de la Fiesta del Árbol, proyectados por el ingeniero José Luis Escario, cuya Torre del Agua es, con 70 metros de altura, uno de los grandes símbolos y el punto más alto de la ciudad. Esta forma parte del panorama urbano de Albacete y es visible desde kilómetros de distancia. El complejo alberga el Centro de Interpretación del Agua de Albacete (CIAb), centro de referencia nacional integrado por el Museo del Agua, un mirador turístico que ofrece una panorámica de la mayor ciudad de Castilla-La Mancha o un auditorio.

## Religión
El barrio alberga la iglesia de San Pablo, de la que se encargaron los Salesianos desde 1984 hasta 2013.

## Fiestas
Las fiestas oficiales de San Pablo tienen lugar anualmente a finales de junio.

## Transporte
En autobús urbano, el barrio queda conectado mediante las siguientes líneas:
| Línea | Trayecto | Recorrido                                                         | Frecuencia                                         |
| ----- | --- | ----------------------------------------------------------------- | -------------------------------------------------- |
|       | Campus UCLM - Barrio de Vereda | Recorrido Archivado el 1 de noviembre de 2014 en Wayback Machine. | 12-18 minutos                                      |
|       | Estación de Ferrocarril - Estación de Autobuses - Hospital General Universitario - Hospital Universitario Ntra. Señora del Perpetuo Socorro | Recorrido Archivado el 22 de febrero de 2014 en Wayback Machine.  | 15-22 minutos                                      |
|       | Ciudad - Parque Empresarial Campollano | Recorrido Archivado el 17 de abril de 2014 en Wayback Machine.    | Salidas 7:20, 8:20, 14:40, 15:20 (desde la ciudad) |